# Dactyloceras lucina
Dactyloceras lucina este o specie de molie din familia Brahmaeidae. Poate fi întâlnită în Africa Centrală și de Vest, unde a fost înregistrată în Guineea Ecuatorială, Ghana, Coasta de Fildeș, Kenya, Sierra Leone, Uganda și Zambia. 